# Baga (Nigeria)
Koordinaten: 13° 7′ N, 13° 51′ O

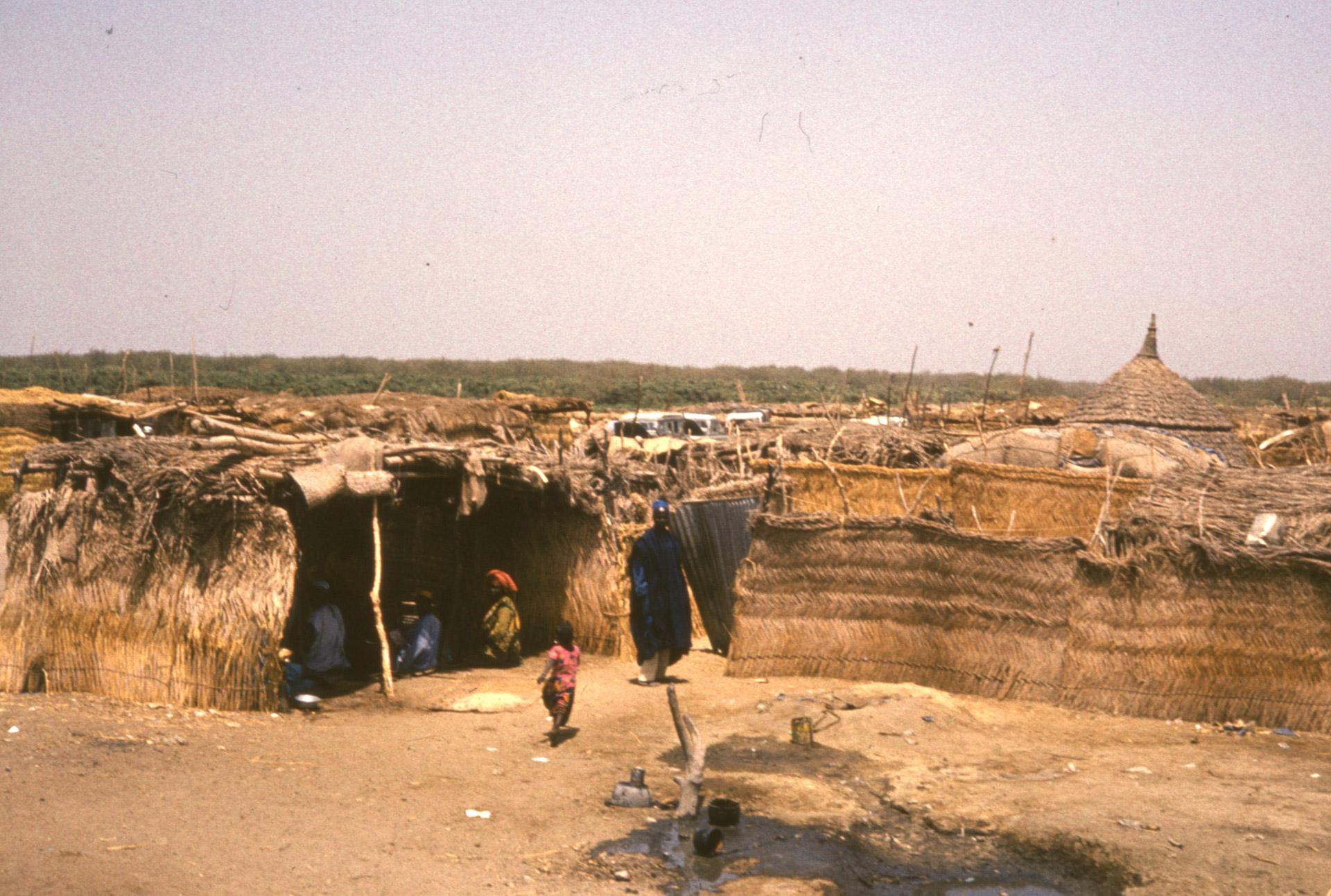
Hütten in Baga (1977)

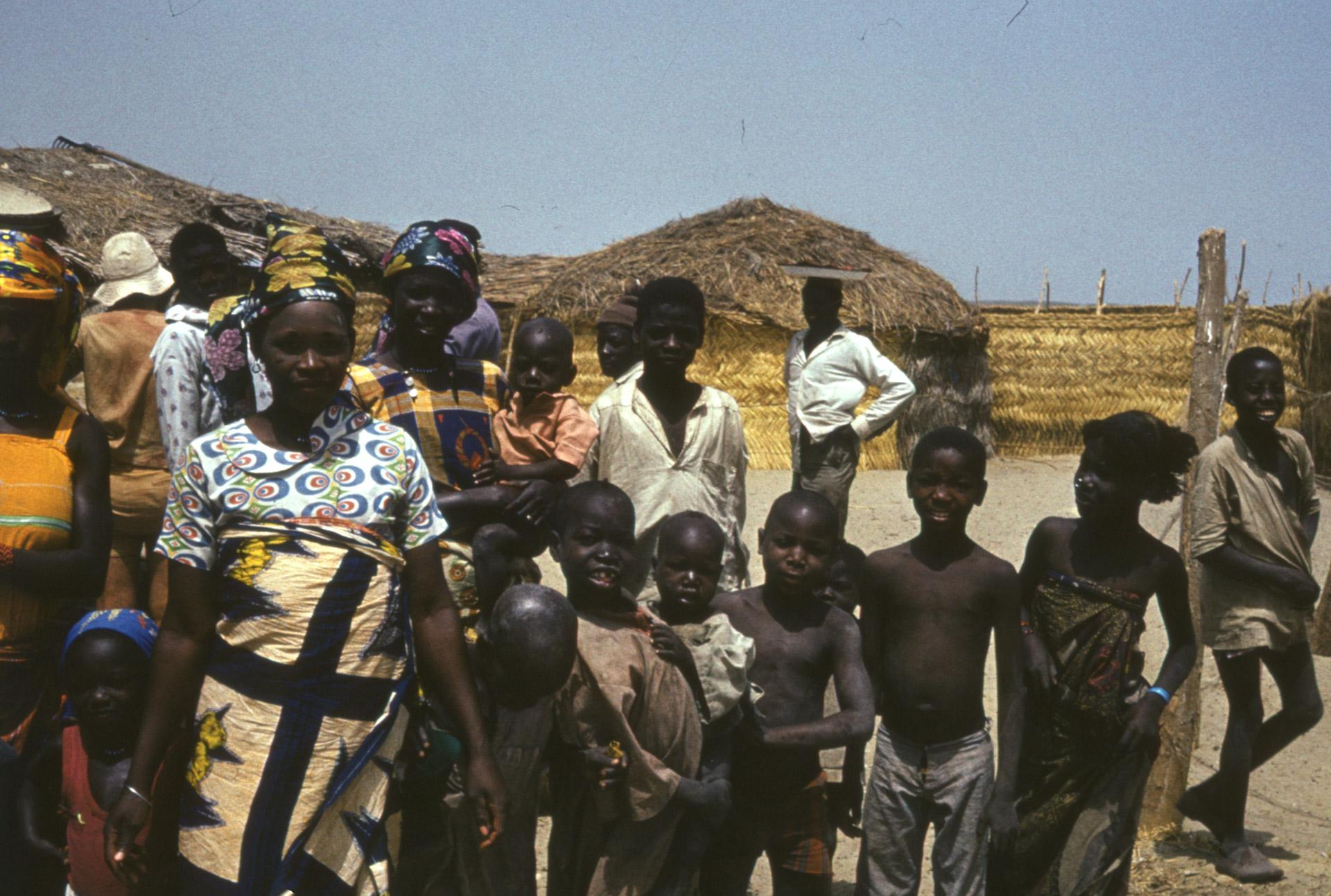
Kanuri in Baga (1977)

Baga ist eine Stadt im nigerianischen Bundesstaat Borno. Die Stadt, gelegen am Tschadsee, zählte Anfang 2015 etwa 10.000 Einwohner. Etwa 196 Kilometer von der Hauptstadt des Bundesstaates, Maiduguri, entfernt, gehört die Stadt zur Kukawa Local Government Area. Die historische Stadt Kukawa liegt etwa vier Kilometer südwestlich von Baga.

## Geschichte
Baga war einst ein Fischerdorf, auf einer Landzunge am Tschadsee gelegen, dessen Fischmarkt regional berühmt war. Mit dem fortschreitenden Absinken des Wasserspiegels versandete die Gegend um Baga.

### Islamistischer Terrorismus und Zerstörung 2015
Die Stadt wurde im April 2013 von einem Angriff der islamistischen Terrorgruppe Boko Haram heimgesucht, bei welchem mindestens 185 Menschen starben, über 2000 Gebäude wurden zerstört. Infolge des Angriffs flüchteten etwa 2000 Einwohner in den Grenzort Bosso im Nachbarland Niger. Am 3. Januar 2015 kam es zu einem erneuten Angriff auf Baga, bei welchem die zum Schutz der Stadt dort stationierten Soldaten flohen. Es war die fünfte Attacke innerhalb von zwei Jahren. Am 7. Januar wurde die Stadt bei einem Massaker niedergebrannt, nach Angaben der BBC wird von bis zu 2000 Toten ausgegangen. Ein Regierungssprecher dementierte dies, Reuters berichtete von mindestens 100 Toten. Musa Alhaji Bukar, ein hochrangiger Regierungsbeamter, erklärte die Stadt sei „praktisch nicht mehr existent“.